# Xã Salt Creek, Quận Hocking, Ohio
Xã Salt Creek (tiếng Anh: Salt Creek Township) là một xã thuộc quận Hocking, tiểu bang Ohio, Hoa Kỳ. Năm 2010, dân số của xã này là 1.210 người.